# 悲しいボーイフレンド
『悲しいボーイフレンド』（かなしいボーイフレンド）は、2009年2月21日公開の日本映画。監督は草野陽花。大人になり、誰もがもつ青春時代の「郷愁」を思いおこさせる、大人の初恋物語。寺脇康文初の単独主演作品である。

## あらすじ
製薬会社の営業部課長の岩津は37歳で、独身。部下や上司の間に挟まれながら、日々の仕事に追われている。ある日突然、岩津の携帯電話に卒業アルバムを見た、と謎の少女、香奈から電話が入る。香奈の強引な誘いに、流れのまま岩津の故郷、神戸・三宮まで連れて行かれる岩津。そして、次々と香奈によって岩津の過去が蘇ってゆく。

## キャスト
- 岩津中：寺脇康文
- 香奈：寺島咲
- 中学時代の岩津：松下優也
- 昌子：上田結（新人）
- 多香子：清水くるみ
- 沖野：内山理名

## スタッフ
- 監督：草野陽花
- 脚本：草野陽花、祢寝彩木
- 脚本協力：井上春生
- 音楽：村山達哉
- 音楽プロデューサー：田井モトヨシ
- 撮影：鈴木一博
- 録音：鈴木明彦
- 美術：羽賀香織
- 編集：日見田健
- 助監督：千村利光
- 製作担当：綿貫仁
- エクゼクティブプロデューサー：一志順夫
- 企画プロデューサー：村山達哉
- プロデューサー：松岡周作
- 主題歌：「Mr. ”Broken Heart”」　松下優也
- 挿入歌：「悲しいボーイフレンド」　渡辺美里
- 製作：「悲しいボーイフレンド」製作委員会（エピックレコードジャパン、ジョリー・ロジャー、キューブ、ボイス&ハート、フロンテッジ、tvk、テレ玉、チバテレビ、三重テレビ、KBS京都、サンテレビ）
- 制作プロダクション：ボイス&ハート、オフィスレグルス
- 配給：ジョリー・ロジャー
- 上映時間：87分